# Albino Silva
Albino Silva (Curitiba, 30 de junho de 1909 — Rio de Janeiro, 22 de abril de 1976) foi um engenheiro e militar brasileiro.
Estudou na Escola Militar do Realengo, formando-se no curso de Engenharia Militar em 1930. Também cursou a Escola de Armas e a Escola do Estado-Maior do Exército, além da Escola Superior de Guerra. Na carreira militar, chegou ao posto de Coronel do Exército Brasileiro.
Na vida pública, exerceu o cargo de chefe da polícia civil do Estado do Paraná, sendo uma das figuras centrais da Guerra da carne ocorrida em Curitiba em fevereiro de 1952 e presidiu a Comissão Estadual de Preços no governo Bento Munhoz da Rocha. Em 1958, foi escolhido como relator da comissão criada pelo presidente Juscelino Kubitschek para investigar o conflito entre o Conselho Nacional do Petróleo (CNP) e a Petrobras. Com a aproximação da estatal, foi nomeado, em junho de 1963, para a presidência da Petrobras.
Também foi chefe do Gabinete Militar no Governo João Goulart, de 19 de setembro de 1962 a 18 de outubro de 1963, e chefe do estado-maior do III Exército, entre outras ocupações.
Após o golpe de 31 de março de 1964, saiu da vida pública e foi transferido para a reserva com a patente de Marechal de Campo.